# 奧達菲·安耶卡·奧高里爾
奧達菲·安耶卡·奧高里爾（Odafe Onyeka Okolie，1981年4月4日—），尼日利亞足球運動員，司職前鋒，現效力印度聯賽球隊丘吉爾兄弟，他現時是全印度聯賽最高薪酬球員（２０萬美元），亦是印度聯賽史上最佳射手。

## 連結
- https://web.archive.org/web/20120503095628/http://www.goal.com/en-india/people/norhern-ireland/21142/odafa-onyeka-okolie